# María Giro
María Edelia Giro (* 12. Mai 1971 in Buenos Aires) ist eine ehemalige argentinische Biathletin. Sie nahm an mehreren Olympischen Spielen und Biathlon-Weltmeisterschaften teil.

## Karriere
María Giro begann gegen Ende der 1980er Jahre ihre internationale Karriere. Erster Höhepunkt wurde die Teilnahme an den Biathlon-Weltmeisterschaften 1989 in Feistritz an der Drau. Dort konnte sie Platz 41 im Sprint erreichen und rangierte damit drei Ränge vor ihrer Schwester Ana Veronica Giro, die 44. wurde. Zwei Ränge schlechter war sie zwei Wochen zuvor bei ihrem Debüt im Biathlon-Weltcup in Ruhpolding. Der nächste Karrierehöhepunkt der Argentinierin wurden die Olympischen Winterspiele 1992 von Albertville. Giro trat in beiden möglichen Einzelrennen an und wurde 63. über 20 Kilometer und 36. im Sprint. Etwas schlechter lief es zwei Jahre später in Lillehammer. Hier erreichte sie im Einzel den 66. und im Sprint den 54. Platz. Kurz darauf belegte die Athletin im kanadischen Hinton als 34. ihr bestes Weltcupergebnis. Nach der Saison beendete sie ihre internationale Karriere.

## Statistiken

### Biathlon-Weltcup-Platzierungen
Die Tabelle zeigt alle Platzierungen (je nach Austragungsjahr einschließlich Olympische Spiele und Weltmeisterschaften).
- 1.–3. Platz: Anzahl der Podiumsplatzierungen
- Top 10: Anzahl der Platzierungen unter den ersten zehn (einschließlich Podium)
- Punkteränge: Anzahl der Platzierungen innerhalb der Punkteränge (einschließlich Podium und Top 10)
- Starts: Anzahl gelaufener Rennen in der jeweiligen Disziplin

| Platzierung         | Einzel | Sprint | Verfolgung | Massenstart | Staffel | Gesamt |
| ------------------- | ------ | ------ | ---------- | ----------- | ------- | ------ |
| 1. Platz            |        |        |            |             |         |        |
| 2. Platz            |        |        |            |             |         |        |
| 3. Platz            |        |        |            |             |         |        |
| Top 10              |        |        |            |             |         |        |
| Punkteränge         |        |        |            |             |         |        |
| Starts              | 12     | 13     |            |             |         | 25     |
| Stand: Karriereende |        |        |            |             |         |        |

### Olympische Winterspiele
Ergebnisse bei Olympischen Winterspielen:
|                                             | Einzelwettbewerbe | Einzelwettbewerbe | Einzelwettbewerbe | Einzelwettbewerbe | Staffelwettbewerbe |
| Einzel                                      | Sprint            | Verfolgung        | Massenstart       | Damenstaffel      |                    |
| ------------------------------------------- | ----------------- | ----------------- | ----------------- | ----------------- | ------------------ |
| Olympische Winterspiele 1992 \| Albertville | 63.               | 36.               | –                 | –                 | –                  |
| Olympische Winterspiele 1994 \| Lillehammer | 66.               | 54.               | –                 | –                 | –                  |

### Biathlon-Weltmeisterschaften
Ergebnisse bei den Weltmeisterschaften:
| Weltmeisterschaften | Weltmeisterschaften | Einzelwettbewerbe | Einzelwettbewerbe | Einzelwettbewerbe | Einzelwettbewerbe | Staffelwettbewerbe |
| Jahr                | Ort                 | Einzel            | Sprint            | Verfolgung        | Massenstart       | Damenstaffel       |
| ------------------- | ------------------- | ----------------- | ----------------- | ----------------- | ----------------- | ------------------ |
| 1989                | Feistritz           | 43.               | 41.               | –                 | –                 | –                  |
| 1993                | Borowez             | 74.               | –                 | –                 | –                 | –                  |